# Selenocephalus rossicus
Selenocephalus rossicus är en insektsart som beskrevs av Aleksey A. Zachvatkin 1945. Selenocephalus rossicus ingår i släktet Selenocephalus och familjen dvärgstritar. Utöver nominatformen finns också underarten S. r. tesquicola.